# Bàtil (filòsof)
Bàtil (Bathyllus, Βάθυλλος) fou un filòsof grec.
Era de l'escola pitagòrica i conjuntament amb Brontí de Metapontum, Lleó de Metapont i Alcmeó de Crotona, va dirigir a Pitàgores el seu tractat sobre filosofia natural. L'esmenta Diògenes Laerci.